# Маркуш Марія Андріївна
Марі́я Андрі́ївна Ма́ркуш (нар. 5 січня 1955) — український політик, народний депутат Верховної Ради України IV скликання (2002—2006), заступник Голови Комітету Верховної Ради України з питань законодавчого забезпечення правоохоронної діяльності. Кандидат юридичних наук; суддя Конституційного Суду України (4 серпня 2006 — 24 лютого 2014, від Верховної Ради України).

## Біографія
Народилась 5 січня 1955 (село Бедевля, Тячівський район, Закарпатська область); українка; батько Маркуш Андрій Васильович (1927–1989); мати Берестечко Валентина (1931–2014); чоловік Тарасенко Володимир Володимирович (1958) — старший слідчий з ОВС ГСУ МВС України; дочка Лариса (1975) — юрист; син Володимир (1984) — юрист.
Освіта: Івано-Франківський автотранспортний технікум (1975–1978), технік-плановик, «Планування на автомобільному транспорті»; Харківський юридичний інститут імені Ф. Е. Дзержинського, перший факультет (1983), юрист, «Правознавство»; кандидатська дисертація «Принцип змагальності в кримінальному процесі України» (Національна юридична академія України імені Ярослава Мудрого, 2006).
Народний депутат України 4-го скликання з квітня 2002 до квітня 2006 від КПУ, № 54 в списку. На час виборів: адвокат Закарпатської обласної асоціації адвокатів, член КПУ. Член фракції комуністів (з травня 2002). Член Комітету з питань законодавчого забезпечення правоохоронної діяльності (з червня 2002; з вересня 2004 — заступник голови).
- Вересень 1972 — квітень 1973 — шпалерник 2-го розряду складального цеху меблевого комплексу деревообробного комбінату, смт Тересва Тячівського району.
- Квітень 1973 — квітень 1975 — друкарка Тячівського райвиконкому.
- Квітень 1975 — жовтень 1977 — секретар-друкарка, жовтень 1977 — серпень 1979 — в.о. інженера з госпрозрахунку АТП 06035, місто Тячів.
- Вересень 1979 — липень 1983 — студентка Харківського юридичного інституту.
- Липень 1983 — січень 1985 — стажист адвоката юридичної консультації Тячівського району.
- Січень — лютий 1985 — адвокат юридичної консультації Виноградівського району.
- Лютий 1985 — квітень 1993 — адвокат, квітень 1993 — жовтень 1994 — завідувач юридичної консультації Тячівського району.
- Жовтень 1994 — квітень 2002 — адвокат територіального відділення Закарпатської обласної асоціації адвокатів, місто Тячів.

Член Спілки адвокатів України.
Член КПУ (1980 — серпень 2006).
Заслужений юрист України (січень 2006). Почесна грамота Верховної Ради України (січень 2005).
Автор 50 наукових публікацій, брала участь у розробці Кримінально—процесуального кодексу України, та близько 120 законопроєктів у галузі кримінального-процесуального, адміністративного, виборчого законодавства.
Захоплення: водіння автомобіля, читання книг, вирощування квітів, самовдосконалення.

## Суддівська діяльність
30 вересня 2010 року Маркуш Марія Андріївна голосувала за Відновлення дії Конституції України в редакції 1996 року шляхом прийняття рішення Конституційного суду України у справі про дотримання процедури внесення змін до Конституції від 8 грудня 2004 року.